# Bidens cernua
La forbicina intera (nome scientifico Bidens cernua L., 1753) è una specie di pianta angiosperma dicotiledone della famiglia delle Asteraceae (sottofamiglia Asteroideae, tribù Coreopsideae e sottotribù Coreopsidinae).

## Etimologia
L'etimologia del nome generico (Bidens) deriva da due parole latine ”bis” (= due volte) e “dens” (= dente) e si riferisce alle setole degli acheni di alcune specie di questo genere formate da due denti appuntiti. L'epiteto specifico (cernua) deriva sempre dal latino ”cernuus” (= penzolante, col capo all'ingiù) in riferimento al portamento pendente dei frutti.
Il binomio scientifico attualmente accettato (Bidens cernua) è stato proposto da Carl von Linné (1707 – 1778) biologo e scrittore svedese, considerato il padre della moderna classificazione scientifica degli organismi viventi, nella pubblicazione Species Plantarum del 1753.

## Descrizione

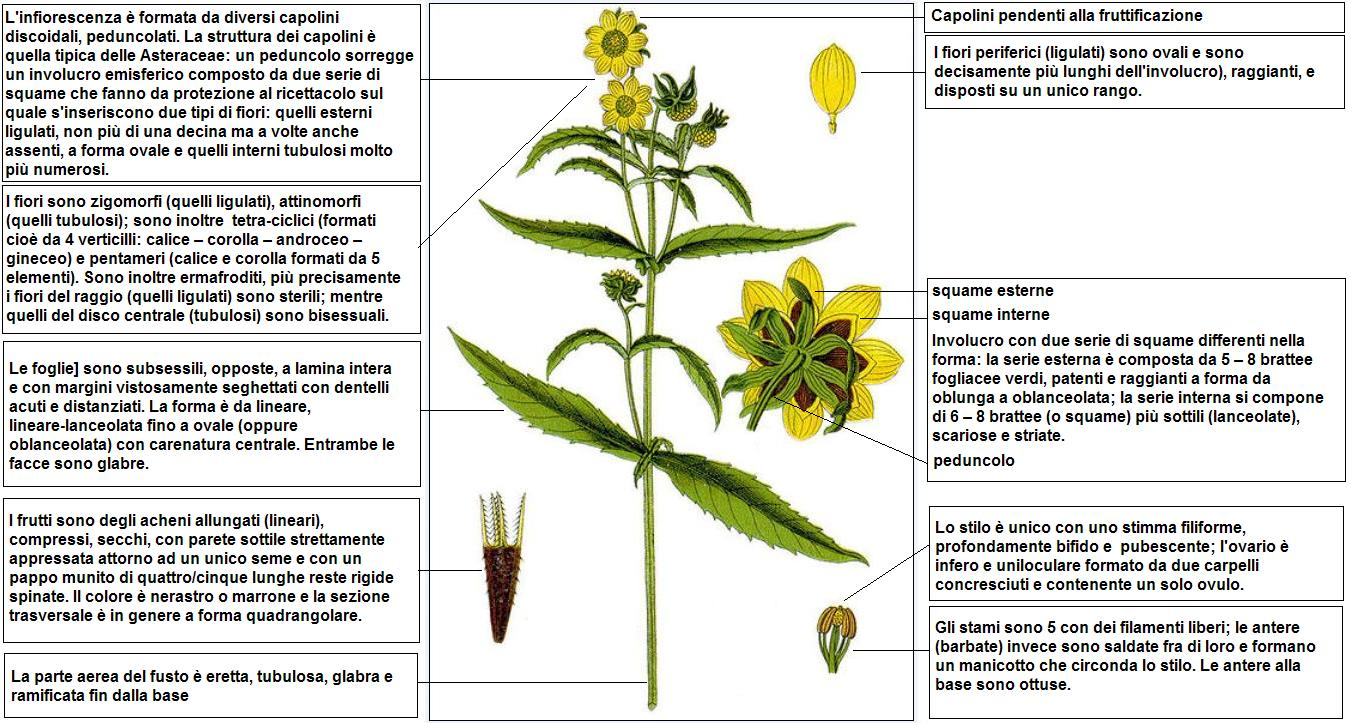
Descrizione delle parti della pianta

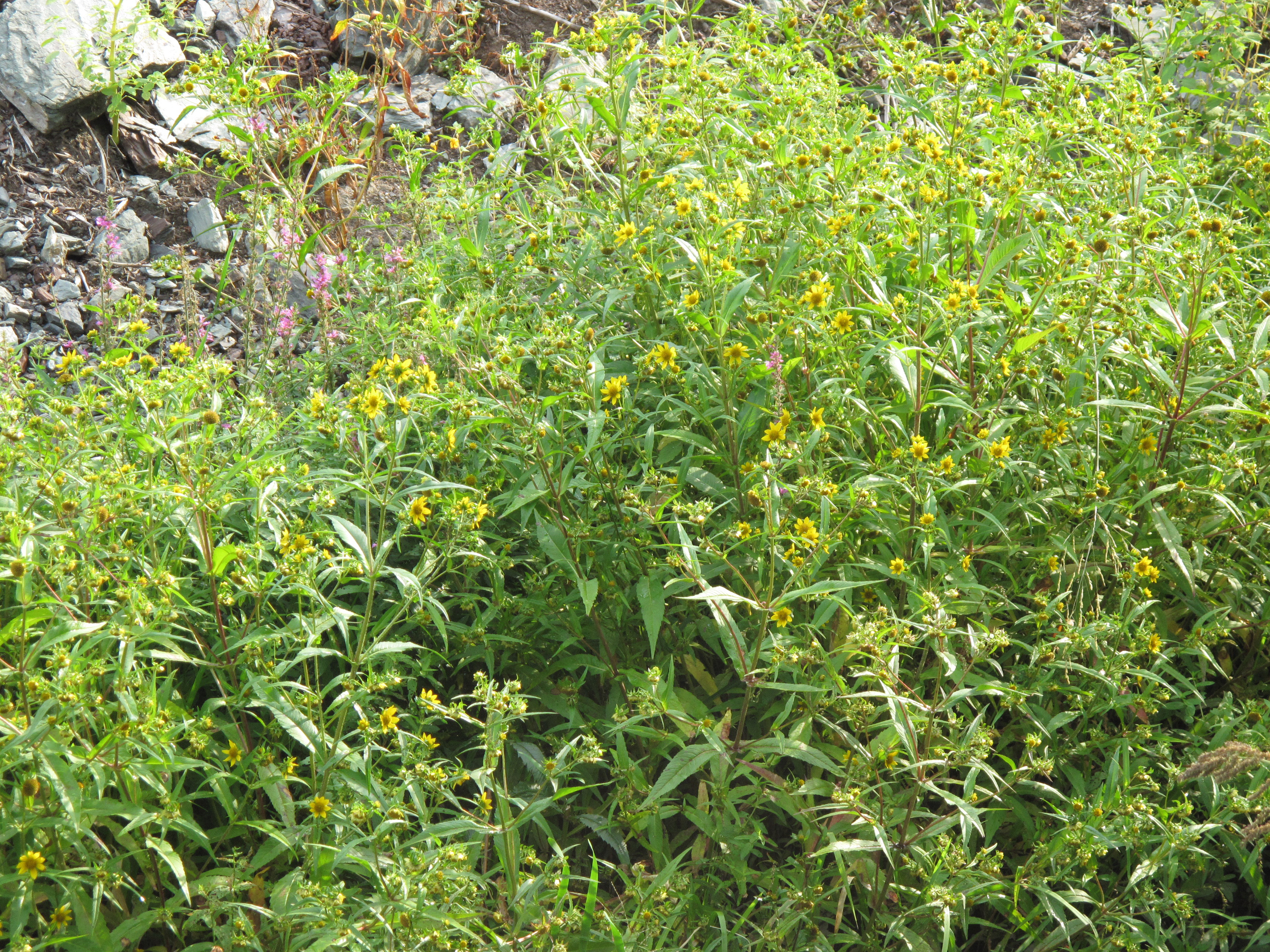
Il portamento

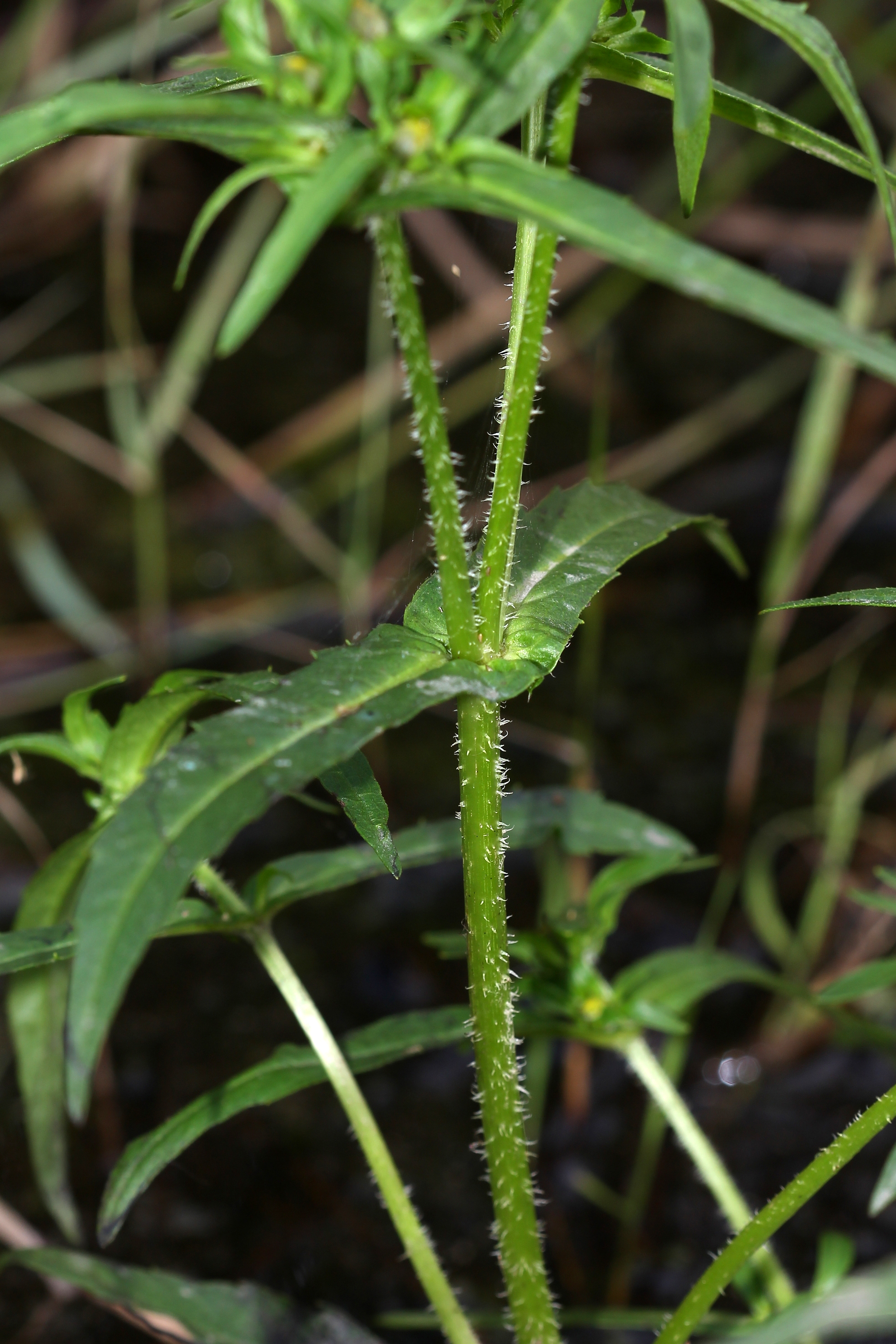
Le foglie

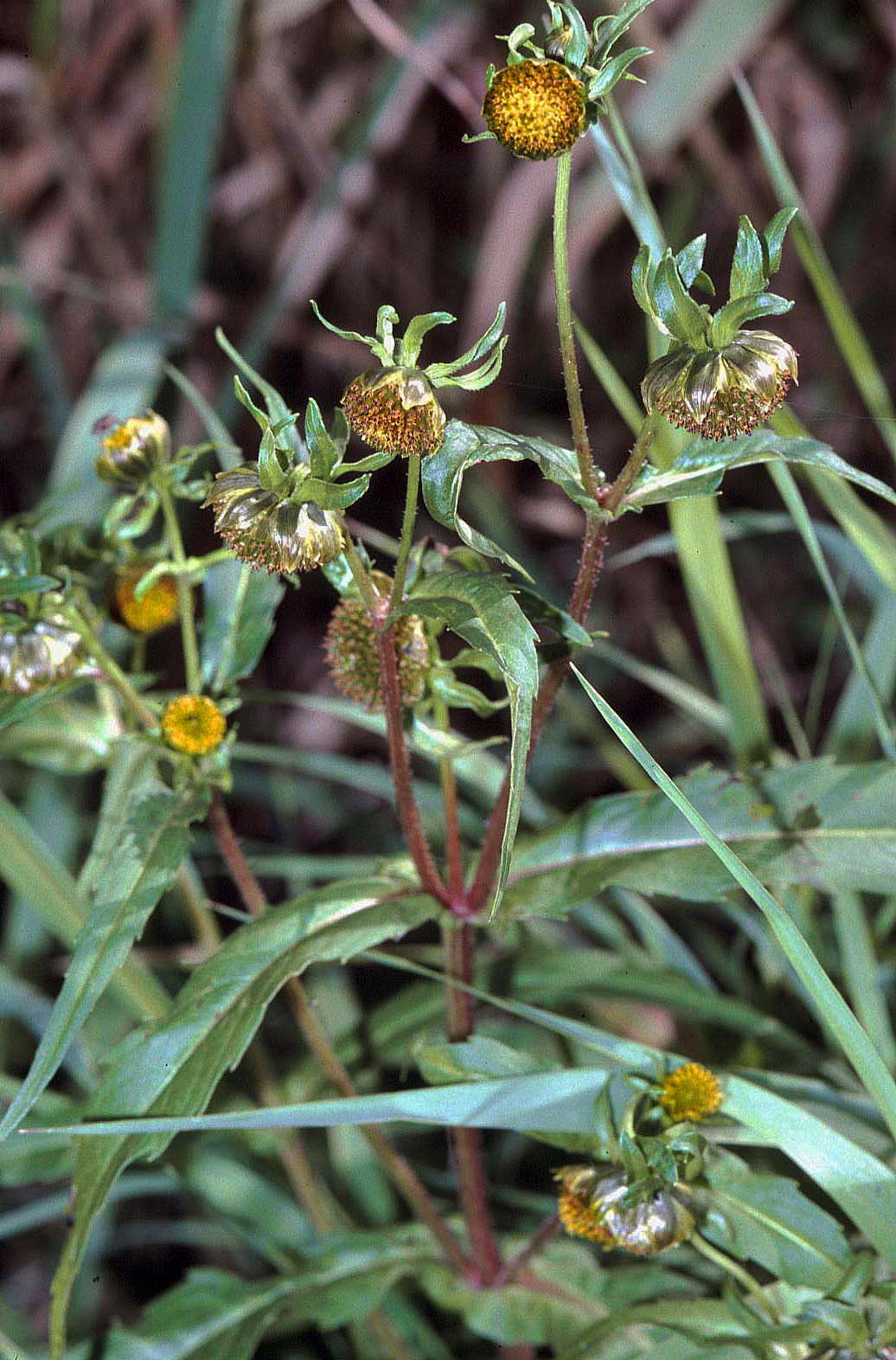
Infiorescenza con capolini pendenti alla fruttificazione

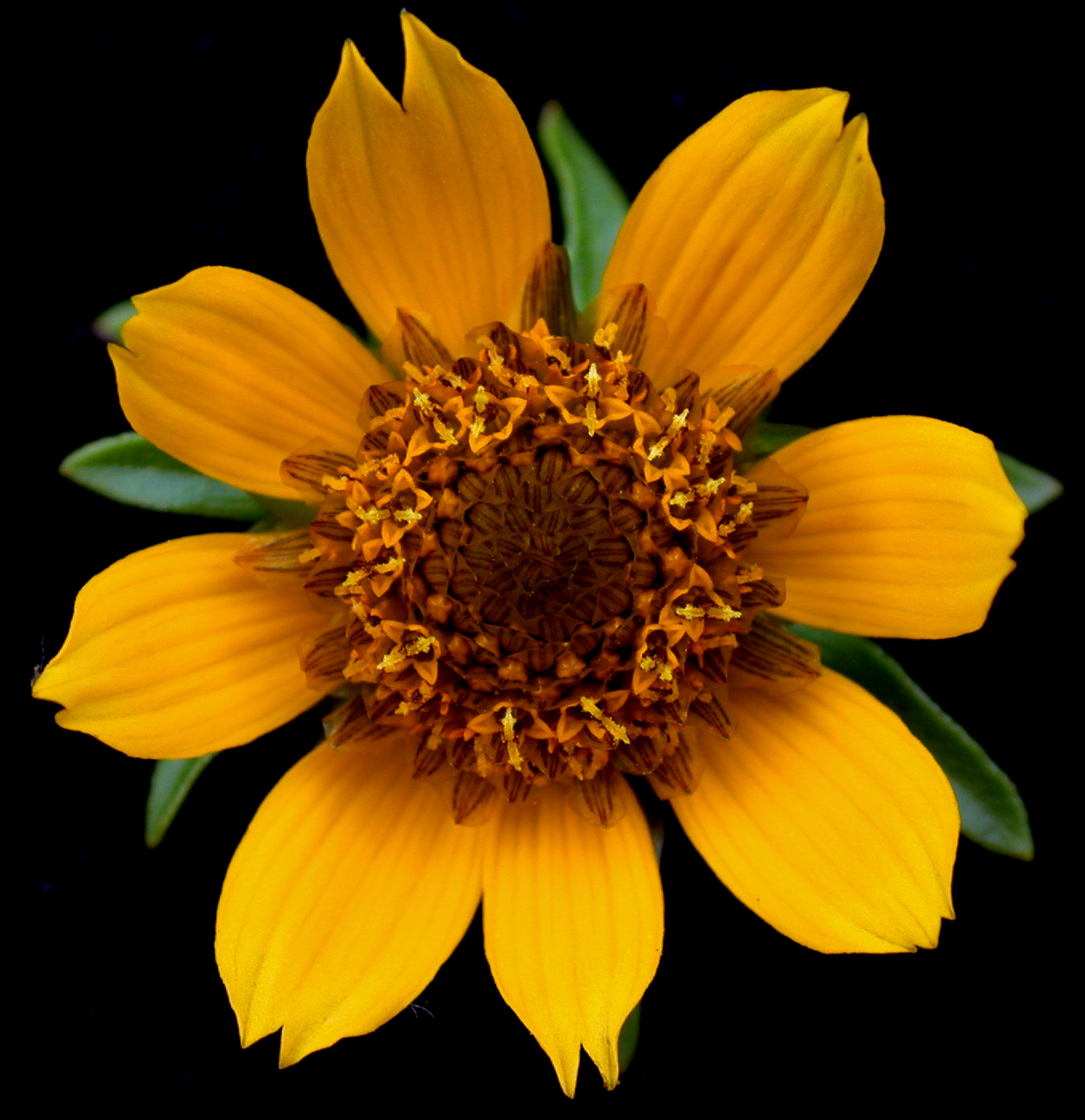
I fiori

Portamento. La forma biologica della specie è terofita scaposa (T scap), ossia sono piante erbacee che differiscono dalle altre forme biologiche poiché, essendo annuali, superano la stagione avversa sotto forma di seme.
Radici. Le radici in genere sono secondarie da fittone.
Fusto. 
- Parte ipogea: la parte sotterranea e di tipo fittonante.
- Parte epigea: la parte aerea del fusto è eretta, tubulosa, glabra e ramificata fin dalla base. L'altezza di queste piante può variare normalmente da 1 a 10 dm (alcune varietà americane possono superare anche i 2 metri di altezza[12]).

Foglie. Le foglie sono subsessili, opposte, a lamina intera e con margini vistosamente seghettati con dentelli acuti e distanziati. La forma varia da lineare, lineare-lanceolata fino a ovale (oppure oblanceolata) con carenatura centrale. Entrambe le facce sono glabre. Dimensione delle foglie: larghezza 5 – 15 mm (massimo 25 mm); lunghezza 40 – 115 mm (massimo 200 mm).
Infiorescenza. Le sinflorescenze sono formate da capolini terminali, raramente ascellari, disposti in forme panicolate aperte o qualche volta raggruppati in cime corimbose. I capolini inizialmente hanno un portamento eretto durante la fioritura, poi inclinato in fase di fruttificazione. Le infiorescenze vere e proprie sono composte da un capolino peduncolato di tipo radiato/discoidale, con fiori eterogami. I capolini sono formati da un involucro, con forme emisferiche, composto da diverse brattee al cui interno un ricettacolo fa da base ai fiori di due tipi: fiori del raggio e fiori del disco. Le brattee spesso sono dimorfe su due serie (involucro doppio) e hanno dimensioni scalate. Le due serie di brattee sono differenti nella forma: la serie esterna è composta da 5 – 8 brattee fogliacee verdi, patenti e raggianti a forma da oblunga a oblanceolata; la serie interna si compone di 6 – 8 brattee (o squame) più sottili (lanceolate), scariose e striate. I ricettacoli, strutture alla base dei fiori, sono piani o convessi e sono provvisti di pagliette a protezione dei fiori stessi. Diametro dei capolini: 2 cm. Dimensioni dell'involucro: larghezza 6 – 10 mm; lunghezza 12 – 20 mm.  Lunghezza delle brattee esterne: 8 – 12 mm.  Lunghezza delle brattee interne: 2 – 10 mm.
Fiori.  I fiori sono tetra-ciclici (formati cioè da 4 verticilli: calice – corolla – androceo – gineceo) e pentameri (calice e corolla formati da 5 elementi). Si distinguono in:
- fiori del raggio (esterni): (massimo 10, a volte sono assenti) sono femminili, sterili e sono disposti su una sola serie; la forma è ligulata (zigomorfa);
- fiori del disco (centrali): hanno forme brevemente tubulose (attinomorfe); sono ermafroditi.

- Formula fiorale:

*/x K {\displaystyle \infty }, [C (5), A (5)], G 2 (infero), achenio 
- Calice: i sepali del calice sono ridotti ad una coroncina di squame.

- Corolla:

- fiori del raggio: la forma della corolla alla base è più o meno tubulosa-imbutiforme, mentre all'apice è ovale; di solito sono colorate di giallo; le ligule sono bilobate o trilobate; dimensione delle ligule ovali esterne: larghezza 3 cm; lunghezza 6 cm;
- fiori del disco: la forma è tubulare bruscamente divaricata in 5 lobi o denti; il tubo è breve o di lunghezza uguale alla gola; il colore è giallo-arancio intenso; lunghezza dei fiori tubulosi: 3 – 4 mm.

- Androceo: l'androceo è formato da 5 stami sorretti da filamenti generalmente liberi; gli stami sono connati e formano un manicotto circondante lo stilo.[6] Le appendici delle antere hanno delle forme ottuse/ovate e sono barbate. I canali resinosi possono oppure non essere presenti. Il tessuto endoteciale (rivestimento interno dell'antera) è quasi sempre polarizzato (con due superfici distinte: una verso l'esterno e una verso l'interno). Il polline è sferico con un diametro medio di circa 25 micron;  è tricolporato (con tre aperture sia di tipo a fessura che tipo isodiametrica o poro) ed è echinato (con punte sporgenti).

- Gineceo: l'ovario è infero uniloculare formato da 2 carpelli concresciuti e contenente un solo ovulo.[11] I bracci dello stilo (gli stigmi) sono pubescenti filiformi con lunghe linee stigmatiche.

- Antesi: da luglio a settembre.

Frutti. I frutti sono degli acheni allungati (cuneati), compressi, secchi, con parete sottile strettamente appressata attorno ad un unico seme e con un pappo munito di quattro/cinque lunghe reste rigide spinate. Il colore è nerastro o marrone e la sezione trasversale è in genere a forma quadrangolare. Dimensione dell'achenio: 5 – 8 mm. Lunghezza del pappo: 2 – 4 mm.

## Biologia
Impollinazione: tramite insetti (impollinazione entomogama tramite farfalle diurne e notturne).

Riproduzione: la fecondazione avviene fondamentalmente tramite l'impollinazione dei fiori.

Dispersione: i semi cadono a terra e vengono dispersi soprattutto da insetti come formiche (disseminazione mirmecoria). Un altro tipo di dispersione è zoocoria: gli uncini delle brattee dell'involucro (se presenti) si agganciano ai peli degli animali di passaggio che portano così i semi anche su lunghe distanze. Inoltre per merito del pappo (se presente) il vento può trasportare i semi anche per alcuni chilometri (disseminazione anemocora).

## Distribuzione e habitat

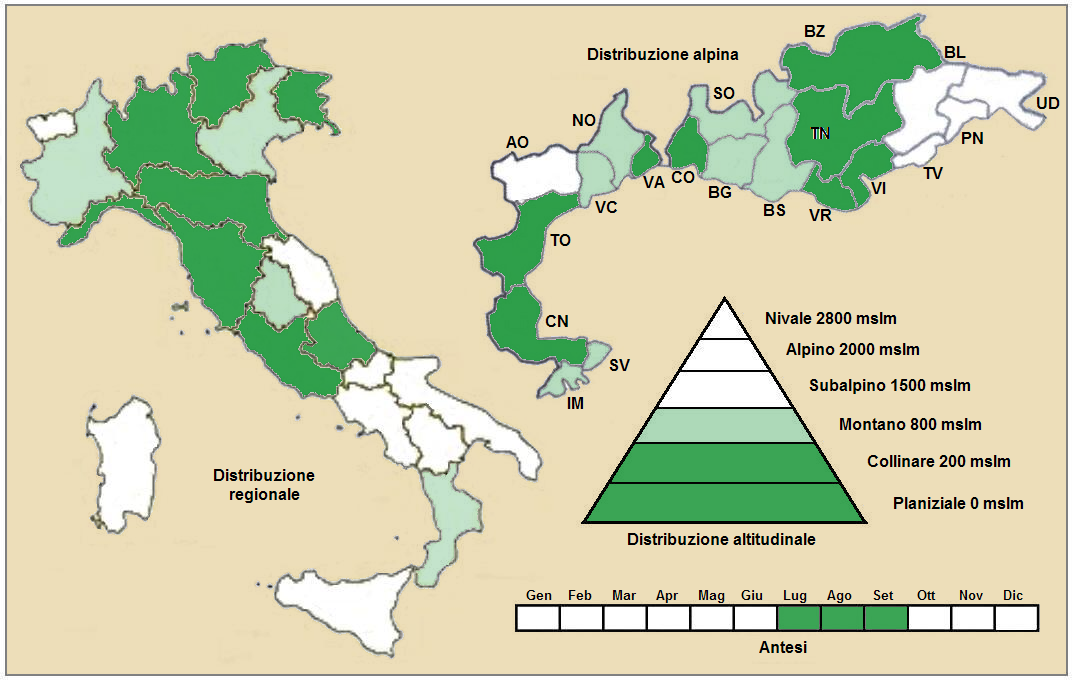
Distribuzione della pianta
(Distribuzione regionale – Distribuzione alpina)

Geoelemento: il tipo corologico (area di origine) è  Eurasiatico divenuto in seguito Circumboreale, ma anche Nord Americano.

Distribuzione: in Italia è considerata una specie rara e si trova al Nord e in modo discontinuo al Centro. Nelle Alpi è presente nelle seguenti province: CN, TO, VA, CO, VR, BL, TN e BZ. Oltreconfine (sempre nelle Alpi) si trova in Francia (dipartimenti di Isère e Savoia), Svizzera (cantoni Berna, e Ticino), Austria (Länder del Vorarlberg, Tirolo Settentrionale, Salisburgo, Carinzia e Stiria) e Slovenia. Sugli altri rilievi europei si trova nella Foresta Nera, Vosgi, Massiccio del Giura, Massiccio Centrale, Pirenei, Monti Balcani e Carpazi. Fuori dall'Europa questa specie è distribuita nel Nord America, in Asia occidentale e nel Caucaso.

Habitat: l'habitat tipico per questa specie sono i fossi, i fanghi e luoghi umidi in genere. Il substrato preferito è sia calcareo che siliceo con pH neutro, alti valori nutrizionali del terreno che deve essere bagnato.

Distribuzione altitudinale: sui rilievi alpini queste piante si possono trovare fino a 600 m s.l.m.; frequentano quindi i seguenti piani vegetazionali: collinare e in parte quello montano (oltre a quello planiziale – a livello del mare).

## Fitosociologia
Areale alpino
Dal punto di vista fitosociologico alpino la specie di questa voce appartiene alla seguente comunità vegetale:
Formazione: delle comunità terofiche pioniere nitrofile.
Classe: Bidentetea tripartitae
Ordine: Bidentetalia tripartitae
Alleanza: Bidention tripartitae
Areale italiano
Per l'areale completo italiano la specie di questa voce appartiene alla seguente comunità vegetale:
Macrotipologia: vegetazione anfibia di fiumi, sorgenti e paludi
Classe: Bidentetea tripartitae Tüxen, Lohmeyer & Preising ex Von Rochow, 1951
Ordine: Bidentetalia tripartitae Br.-Bl. & Tüxen ex Klika in Klika & Hadac, 1944
Alleanza: Bidention tripartitae Nordhagen, 1940
Descrizione. L'alleanza Bidention tripartitae è relativa alle comunità terofitiche che si sviluppano sulle sponde dei fiumi e delle depressioni umide periodicamente inondate e ricche di nutrienti, su suoli limosi e argillosi. Gli ambienti ecologici che ospitano questo tipo di vegetazione sono soggetti a modificare la loro posizione, nel corso degli anni, in funzione delle periodiche alluvioni. Questa alleanza è distribuita in tutta l'Eurasia e il Nord America. In Italia si rinviene in quasi tutti i sistemi fluviali non fortemente alterati o canalizzati.
Specie presenti nell'associazione: Bidens frondosa, Bidens cernua, Bidens tripartita, Bidens aurea, Persicaria lapathifolia, Persicaria maculosa, Persicaria mitis, Persicaria hydropiper, Persicaria minor, Echinochloa crus-galli, Xanthium orientale, Rorippa palustris.

## Sistematica
La famiglia di appartenenza di questa voce (Asteraceae o Compositae, nomen conservandum) probabilmente originaria del Sud America, è la più numerosa del mondo vegetale, comprende oltre 23.000 specie distribuite su 1.535 generi, oppure 22.750 specie e 1.530 generi secondo altre fonti (una delle checklist più aggiornata elenca fino a 1.679 generi). La famiglia attualmente (2021) è divisa in 16 sottofamiglie; la sottofamiglia Asteroideae è una di queste e rappresenta l'evoluzione più recente di tutta la famiglia.

### Filogenesi
La specie di questa voce è descritta nella sottotribù Coreopsidinae caratterizzata da capolini sotteso da una (o più) brattee fogliacee, da foglie con una disposizione opposta e da bracci dello stilo più corti dell'area stigmatica, e nel genere Bidens caratterizzato da fiori del disco bisessuali, da bracci dello stilo privi di larghe appendici papillose e da acheni con reste spinose. Bidens è composto da oltre 200 specie, delle quali una decina sono naturalizzate/spontanee dei territori italiani.
Sandro Pignatti nella "Flora d'Italia" suddivide le specie italiane di Bidens in 5 gruppi. Bidens cernua fa parte del secondo gruppo (B) caratterizzato da acheni lanceolati e capolini pendenti.
I caratteri distintivi della specie  B. cernua  sono:
- le foglie sono sempre intere;
- i capolini alla fruttificazione s'incurvano verso il baso.

Il numero cromosomico di B. cernua è: 2n = 24, 48.

### Sinonimi
Sono elencati alcuni sinonimi per questa entità:
- Bidens cusickii E.L. Greene (1901)
- Bidens elliptica Gleason (1899)
- Bidens filamentosa Rydberg (1931)
- Bidens glaucescens Greene (1899)
- Bidens gracilenta Greene (1899)
- Bidens kelloggii E.L. Greene (1901)
- Bidens leptopoda E.L. Greene (1901)
- Bidens lonchophylla E.L. Greene (1901)
- Bidens minima Hudson (1762)
- Bidens prionophylla Greene (1899)

## Usi
Bidens cernua è usata in medicina per il trattamento delle infezioni del tratto urinario.